# Rosendo Ruiz
Rosendo Ruiz Suárez (1er mars 1885 à Santiago de Cuba et mort le 1er janvier 1983 à La Havane) est un compositeur cubain, un des grands de la Trova avec Sindo Garay, Alberto Villalon et Manuel Corona. Il a écrit plus de 200 chansons dans différents styles allant de la canción et du boléro à la guajira et au bambuco. Bien qu'il ait été un interprète populaire, fondant plusieurs groupes à succès, il a fait très peu d'enregistrements. Il a vécu pendant près d'un siècle, ayant une grande influence sur la musique cubaine.

## Biographie
Sa première composition fut "Venganza de amor", écrite en 1902. Il composa plus tard "Mares y arenas", avec des paroles de Francisco Vélez Alvarado.
Le premier enregistrement d'une composition de Ruiz était l'interprétation de "Tere y Gela" de Maria Teresa Vera et Rafael Zequeira en 1914.
En 1915, Rosendo Ruiz s'installa dans la ville de Cienfuegos, où il vécut quelques années.
En 1926, il fonde le Cuba Quartet, avec Vitaliano Matas (guitare d'accompagnement), Eusebio Corzo (deuxième voix) et Rafael Ruíz (première voix). Trois ans plus tard, il forme le Havana Trio (avec Emilio Betancourt, voix principale. Et Enrique Hernández, deuxième voix et guitare d'accompagnement), avec lequel il enregistre.
Il a obtenu un diplôme d'honneur pour ses chansons lors de l'Exposition ibéro-américaine de 1929. Il a dirigé le Cuarteto Cuba et en 1934 le trio Azul.
En 1939, il écrit des Études pratiques sur la guitare ; système d'accompagnement, un ouvrage qui a connu plusieurs éditions et a été un outil utile pour les joueurs cubains de l'instrument à travers plusieurs générations.
En 1967, il a présidé le forum de la Trova Cubana.
Il est décédé à La Havane le 1er janvier 1983.